# Откаленко Олександр Матвійович
Олександр Матвійович Откаленко (1906, село Никифорівці, тепер Вінницького району Вінницької області — ?) — український радянський діяч у галузі сільського господарства. Депутат Дрогобицької обласної ради депутатів трудящих.

## Життєпис
Народився в бідній селянській родині. З восьмирічного віку наймитував у заможних селян, потім працював у сільському господарстві.
У 1928 році закінчив Кам'янець-Подільський сільськогосподарський інститут.
У 1929—1940 роках — на відповідальних посадах в органах сільського господарства Української СРР та Курганської області РРФСР.
Член ВКП(б) з 1940 року.
У 1940 — червні 1941 року — заступник начальника Дрогобицького обласного земельного відділу.
Під час німецько-радянської війни перебував в евакуації, працював старшим агрономом та виконував обов'язки директора радгоспу в Киргизькій РСР.
У серпні 1944 — 12 травня 1947 року — начальник Дрогобицького обласного земельного відділу.
12 травня 1947 — травень 1959 року — начальник Дрогобицького обласного управління сільського господарства.
У 1959—1960 роках — начальник Станіславського обласного управління сільського господарства.
Подальша доля невідома.

## Нагороди
- орден Леніна (26.02.1958)
- орден Трудового Червоного Прапора (10.09.1945)